# Monogramm

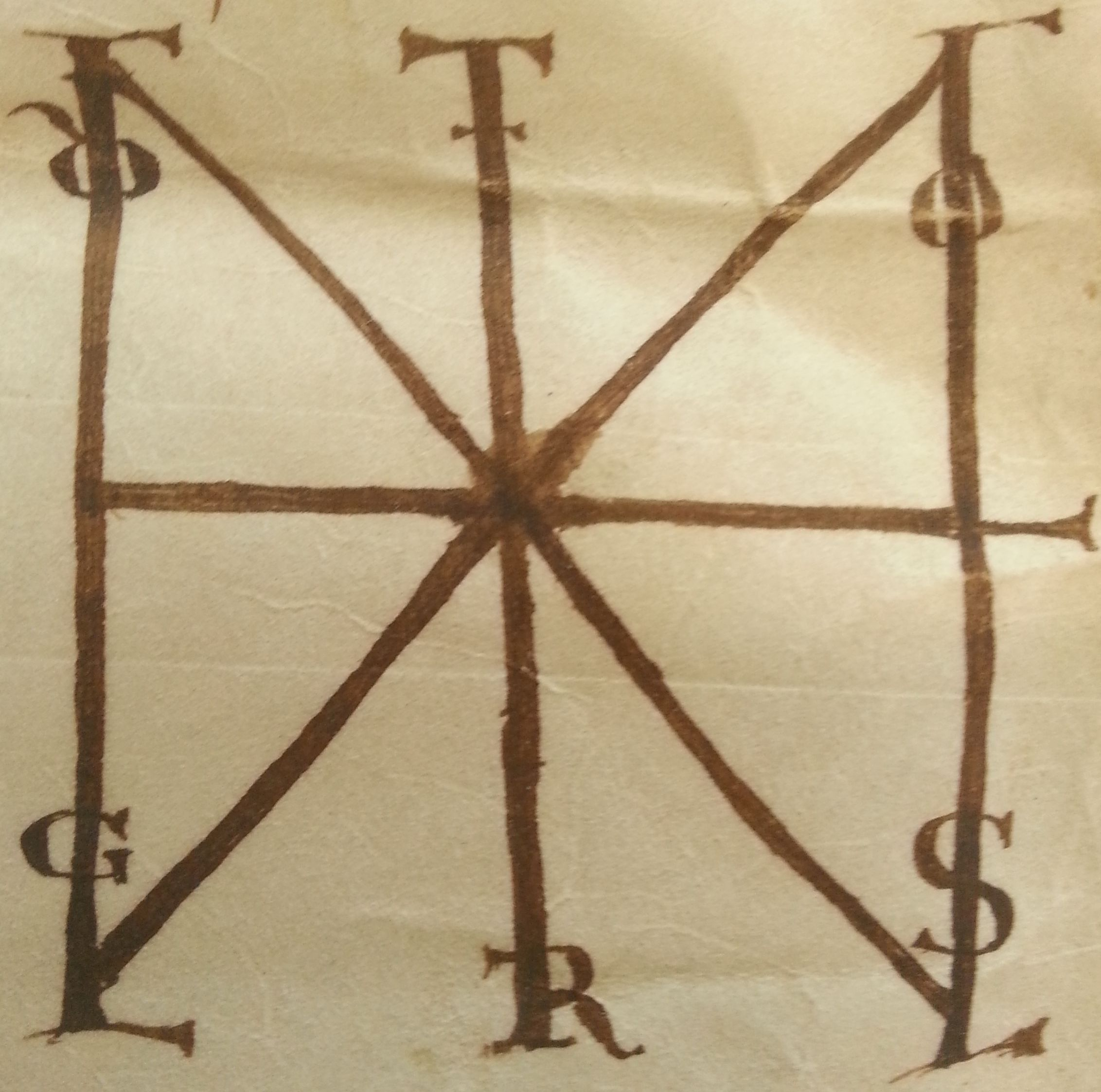
Monogramm Heinrichs III.

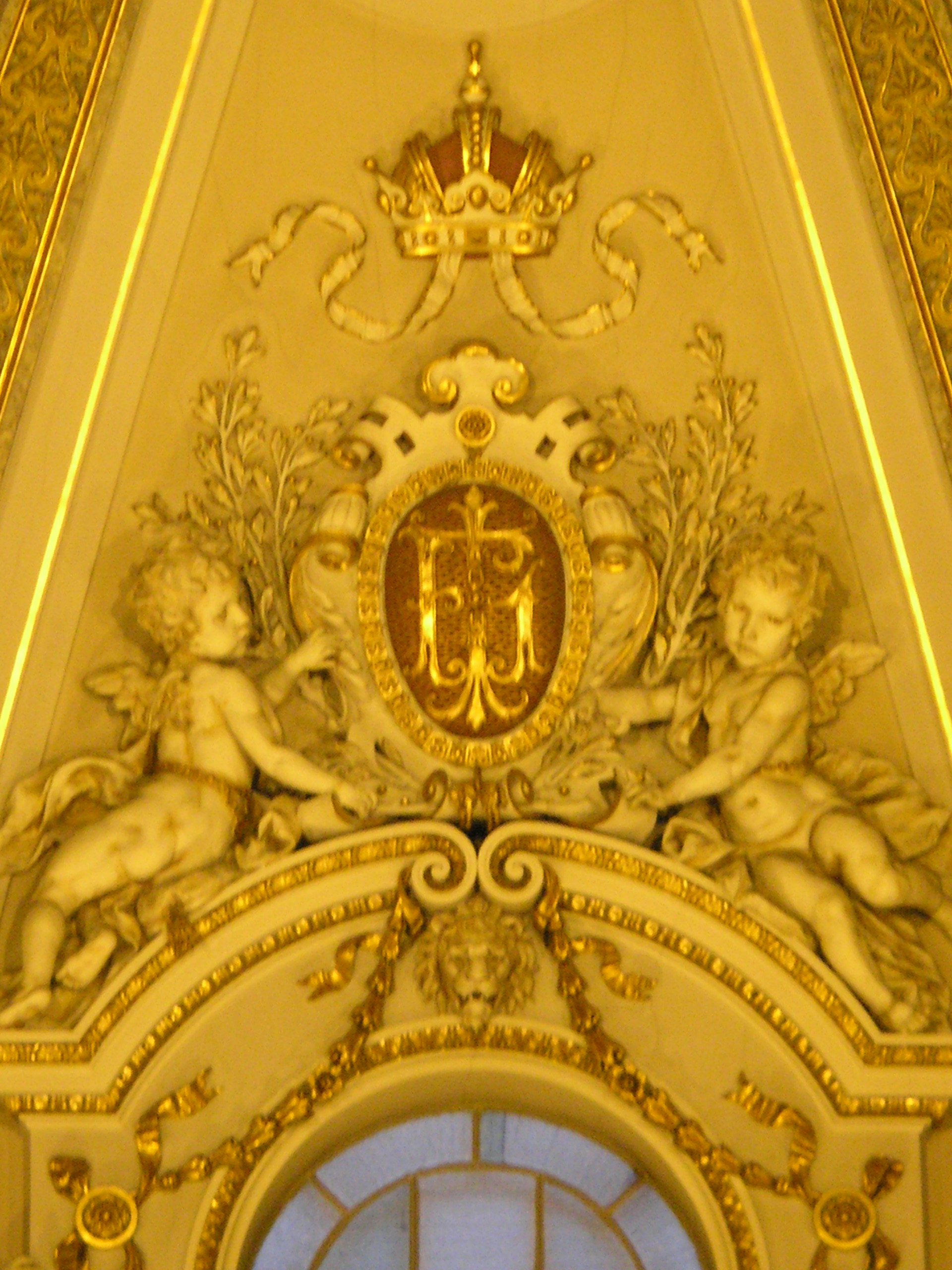
FJI (Franz Joseph I. (Österreich-Ungarn)) Monogramm im Kunsthistorischen Museum in Wien

Spiegelmonogramm JSB
Siegel von Johann Sebastian Bach mit seinen spiegelbildlich ineinander verwobenen Anfangsbuchstaben

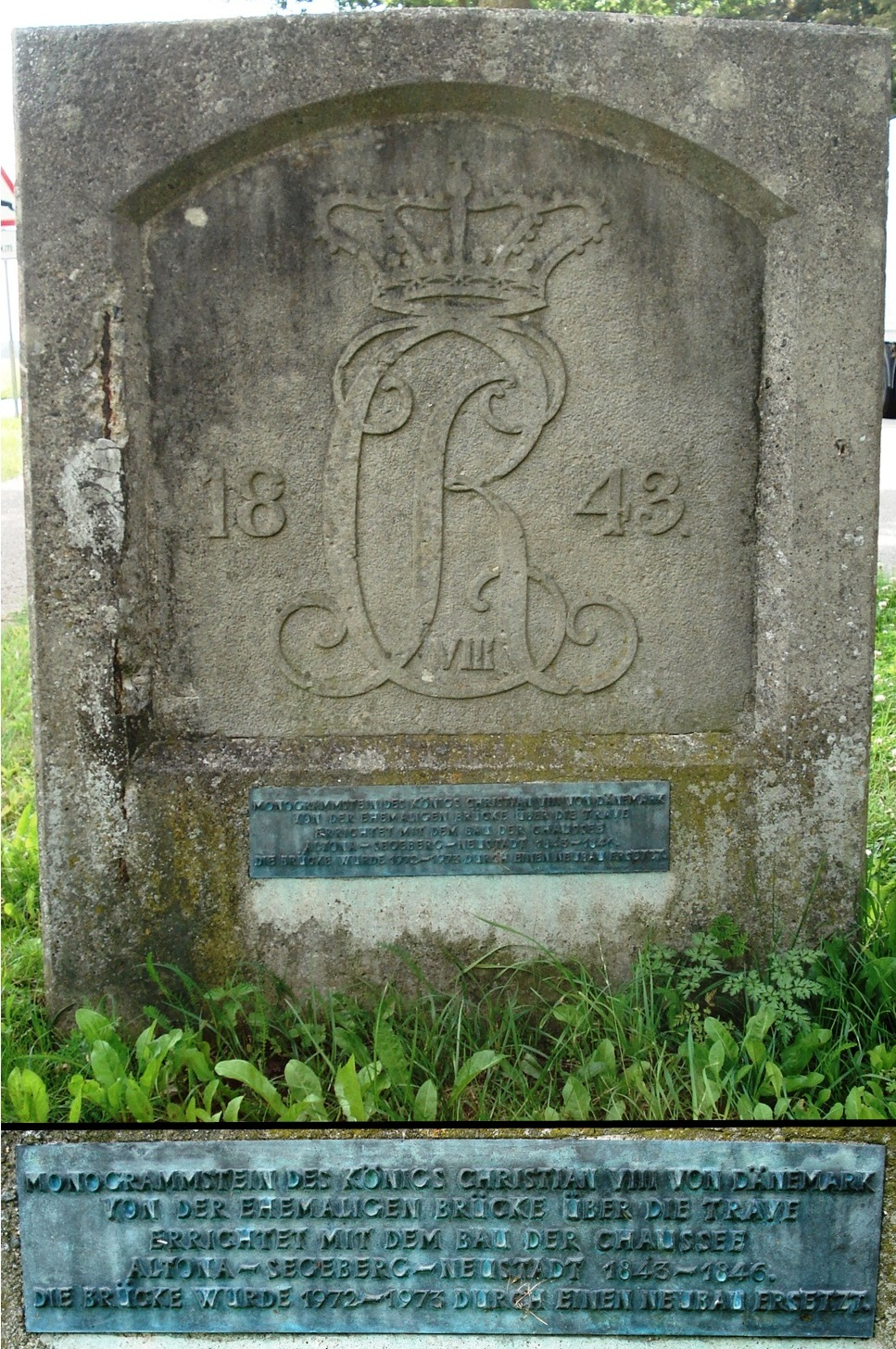
Monogramm König Christian VIII. (ehemals an einer Brücke der Altona-Neustädter Chaussee angebracht)

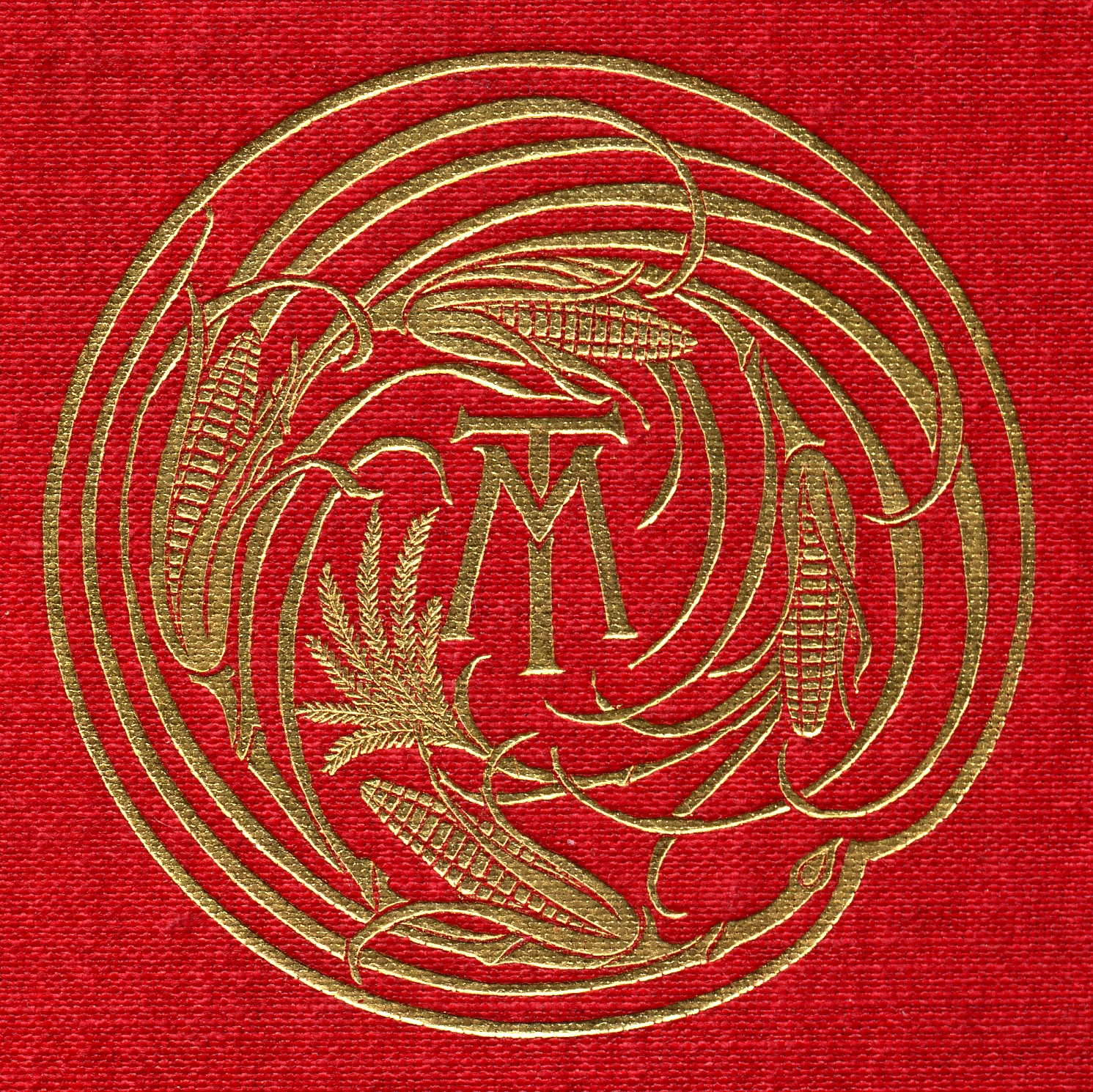
Monogramm Mark Twains auf dem Bucheinband der 1896 erschienenen Ausgabe von „The American Claimant“

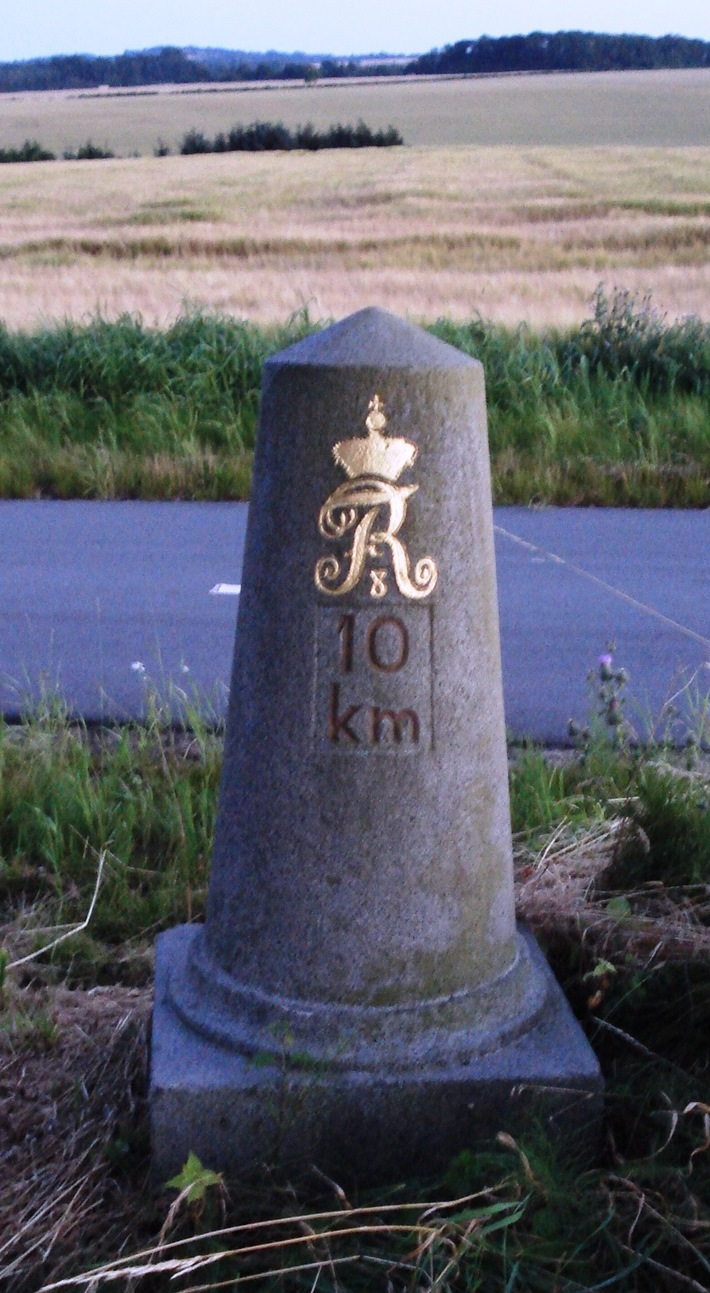
Dänischer Kilometerstein (mit dem Monogramm Friedrich VIII)

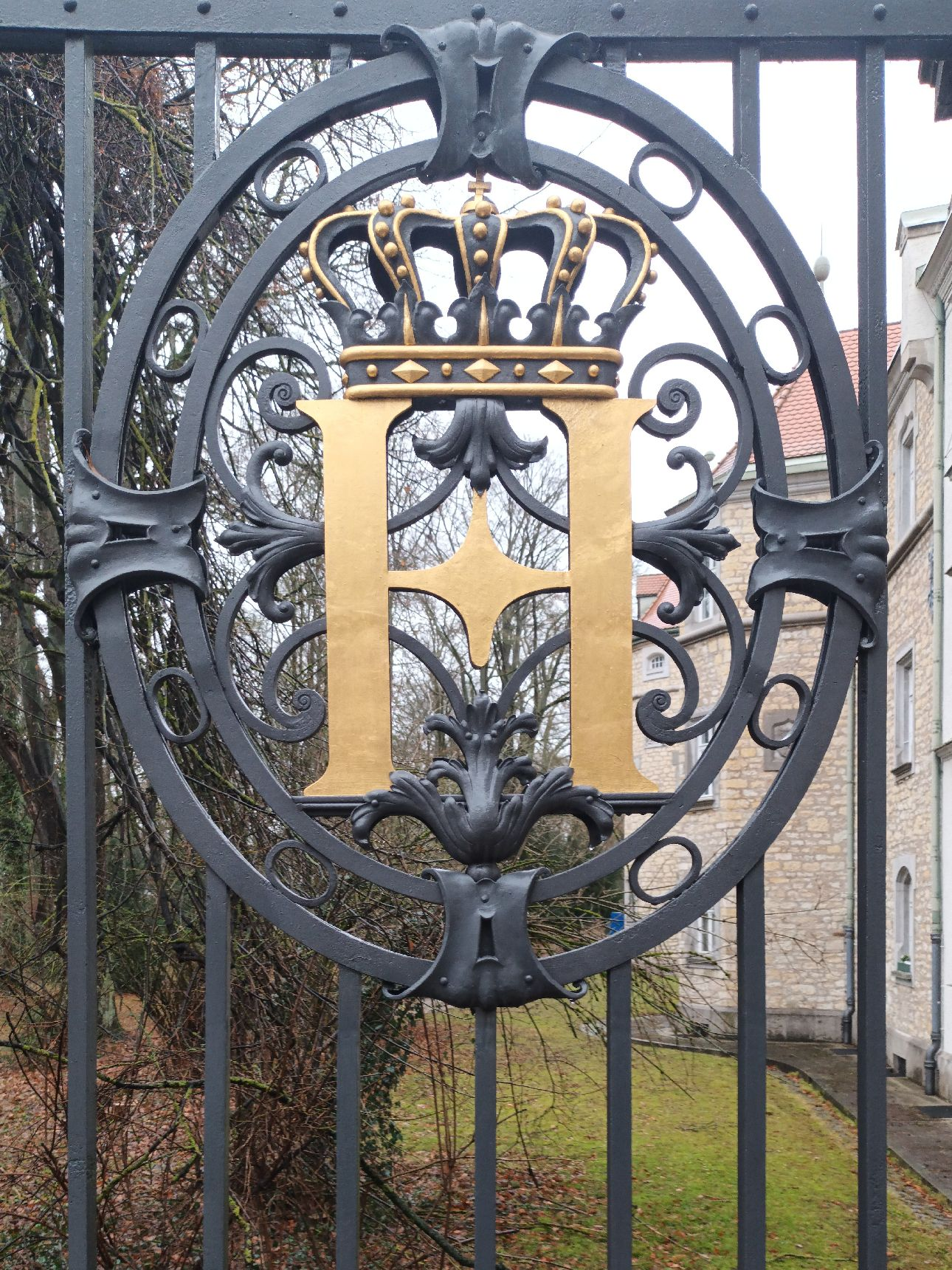
Monogramm Helene von Thurn und Taxis’ im Bereich des Helenentors (2024)

Unter einem Monogramm verstand man ursprünglich einen Einzelbuchstaben. Im Laufe der Zeit wurde der Begriff zur Bezeichnung von kunstvoll gestalteten Buchstaben verwendet, die man zu einem Zeichen zusammenfügte.

## Abgrenzungen
- Die am häufigsten gebrauchte Art eines Monogramms ist die miteinander verbundene Gestaltung der Anfangsbuchstaben des Vor- und Nachnamens als Namenszeichen.
- Die ersten Beispiele stammen aus dem 5. Jahrhundert vor Chr. Das schon seit vorkonstantinischer Zeit verwendete Christusmonogramm (Chi/Rho) ist das bekannteste Monogramm und eines der ältesten christlichen Symbole.
- Seit Karl dem Großen werden diese graphischen Symbole auf Urkunden des Mittelalters und der Frühen Neuzeit verwendet. Auf päpstlichen Urkunden wird seit Leo IX. die Grußformel Bene valete („Leb(e)t wohl“) als Monogramm dargestellt. Weitere Anwendungen sind die statt eines Wappens auf Siegel, Münzen, Bauteile, Portalbekrönungen, Grenzsteine und ähnliches gesetzten Markierungen, welche auf Auftraggeber und Besitzer hinweisen.
- Vom Biedermeier bis in die 1930er Jahre galten Monogramme als Zeichen kultivierter Lebensart. Im Haushalt waren Bett- und Leibwäsche, Tischdecken und Servietten, Taschen und Koffer mit Monogrammen als Besitzzeichen versehen. Verwechslungen beim Waschen und Heißmangeln wurden so vermieden.
- Der studentische Zirkel ist ein besonderes Zeichen, das Verbindungen als Kennzeichen nutzen.
- Monogramme werden zum Signieren von Kunstwerken genutzt. Falls diese Signatur nicht Personen zugeordnet werden können, werden diese als Monogrammist geführt.
- Münzgraveure, Medailleure und Stempelschneider nutzen Namenszeichen oder den Namen des Künstlers zur Kennzeichnung der Urheberschaft durch Signatur.
- Die Verschmelzung zweier oder mehrerer Buchstaben zu Ligaturen für den Drucksatz werden auch als Namenszeichen gesetzt: ligierte Monogramme.
- Silberstempel sind auf Geräten und Schaustücken aus Silber eingeschlagene Abdrücke. Analog dazu verwandt sind Porzellan-, Zinn- und Beschlagmarken.
- In der Heraldik kommen Initialwappen vor.

## Spiegelmonogramm
Vor allem seit dem 18. Jahrhundert sind Monogramme von Adligen häufig als Spiegelmonogramme gestaltet. Dabei sind die Initialen verdoppelt und spiegelbildlich miteinander verschränkt. Die meisten Beispiele dieser durch ihre Symmetrie besonders ornamenthaft und dekorativ wirkenden Embleme stammen aus der feudalen Welt. Das berühmteste unter den nicht allzuhäufigen bürgerlichen Spiegelmonogrammen ist das von Johann Sebastian Bach für sich selbst entworfene Siegelbild.